# 청주소로초등학교
청주소로초등학교(淸州小魯初等學校)는 대한민국 충청북도 청주시 흥덕구 옥산면 소로리에 있는 공립 초등학교이다.

## 연혁
- 1957.01.15 옥산국민학교 소로분교장 인가
- 1959.11.05 소로국민학교 승격 인가
- 1960.04.01 소로국민학교 개교
- 1996.03.01 소로초등학교로 개칭
- 1999.09.01 옥산초등학교 소로분교장 격하
- 2017.02.17 제95회 졸업식
- 2017.03.02 1학년 9명 입학(분교 6학급, 총35명
- 2019.03.01 청주소로초등학교로 재승격 및 현 위치로 이전